# 1976年モントリオールオリンピック
1976年モントリオールオリンピック（1976ねんモントリオールオリンピック）は、1976年7月17日から8月1日までの16日間、カナダ・ケベック州のモントリオールで開催されたオリンピック競技大会である。モントリオール1976（Montréal 1976）と呼称される。モントリオールは、フランス語圏ではパリに次いで2番目に夏季大会を開催した都市である。
本大会は、IOC（国際オリンピック委員会）が1974年の第75回総会でオリンピック憲章からアマチュア条項を削除してから初めて開催された夏季オリンピックであった。
なお、モントリオール市は本大会開催により巨額の債務（当時の日本円で1兆）を背負い、30年後の2006年にようやく完済を果たした。

## 大会開催までの経緯
モントリオールオリンピックの開催は1970年5月12日、オランダのアムステルダムで開かれた第69回国際オリンピック委員会総会で決定された。
| 都市           | 国             | 1回目 | 2回目 |
| -------------- | -------------- | ----- | ----- |
| モントリオール | カナダ         | 25    | 41    |
| モスクワ       | ソビエト連邦   | 28    | 28    |
| ロサンゼルス   | アメリカ合衆国 | 17    | -     |

## エンブレム
五輪マークの上部の3つの円形から伸びる形で3つの長円形を連ねる形で大小の競技場を表し、伸びた半円形の部分でモントリオールの「M」や表彰台を表す形とし、白地に赤もしくは赤地に白の配色でカナダ国旗の赤を象徴するものとした。

## ハイライト

### 大会をボイコットした国

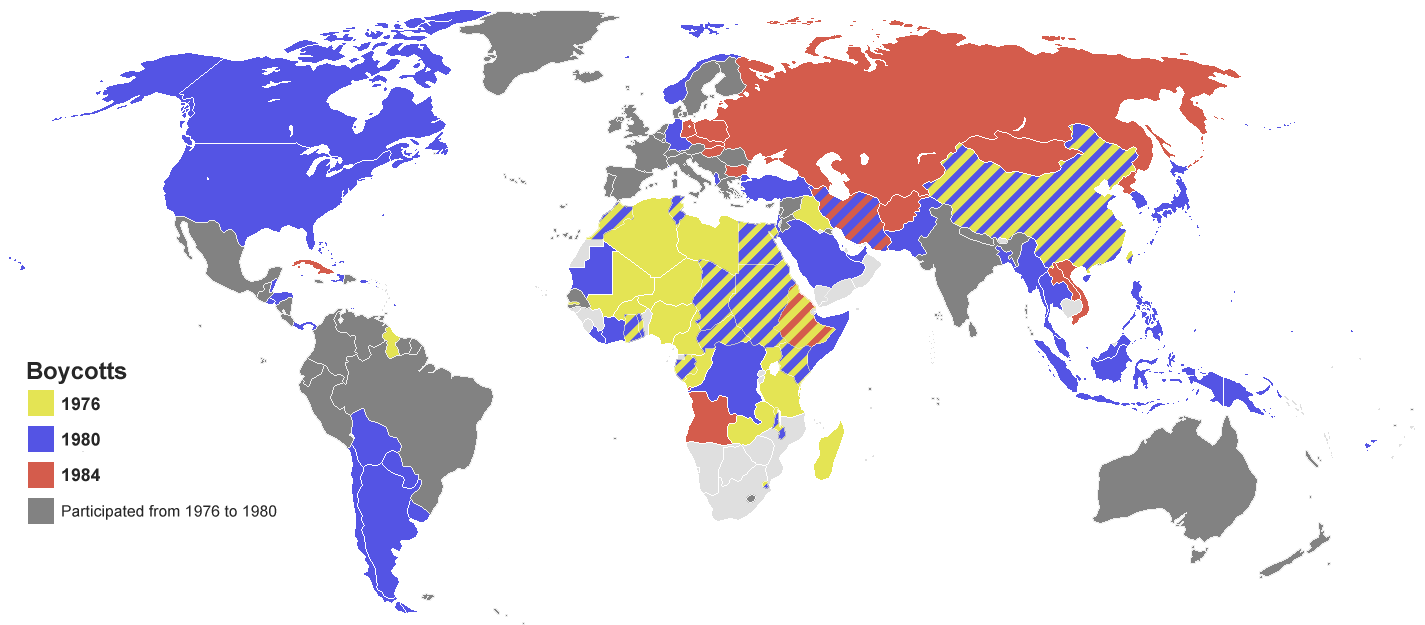
1976年 モントリオールオリンピックをボイコットした国
1980年モスクワオリンピックをボイコットした国
1984年ロサンゼルスオリンピックをボイコットした国
上記3大会とも参加した国

- アフリカや、アジアの一部を含む23ヵ国（マリ、エジプト、タンザニア、ニジェール、ベニン、コンゴ、エチオピア、エリトリア、ウガンダ、アルジェリア、リビア、チャド、中央アフリカ、ケニア、モロッコ、ザンビア、ナイジェリア、マラウイ、ガボン、サントメ・プリンシペ、カーボベルデ、イラク）がボイコットした。ニュージーランドのラグビーチームが人種差別政策（アパルトヘイト）を続けていた南アフリカ共和国へ遠征したことを巡り、IOCがニュージーランドの参加を禁止しなかったことを受けてのことである。また、選手を派遣した国も、いくつかは途中で引き上げさせた。
- 中華人民共和国：中華民国政府の統治する台湾からの選手出場を理由に、メルボルンオリンピック以来6回目の大会ボイコットとなった。

### 大会マスコット
- アミック (Amik) - ビーバーをモチーフにしたマスコット。

### 開会宣言
開会宣言はエリザベス2世がカナダ女王として行った。本大会の後カナダでは2回オリンピックが開催されているが、女王が開会宣言を行ったのはこの大会のみで、以後の2回はいずれも総督が開会宣言を行っている。
宣言は開催国の言語で行われるのが慣例であるが、モントリオールを含むケベック州がフランス語を公用語に制定していることから、今大会ではフランス語→英語の順に宣言された。2カ国語での宣言は夏季大会唯一のことである。
また、通常の開会宣言では大会開催地の名前が宣言文に含まれるが、今大会では「モントリオール」の地名を入れない代わりにフランス語・英語ともに「1976年」と開催年を呼称した。
エリザベス2世による開会宣言の文言は次のとおりである。

### メインスタジアム建設の経緯と大会の膨大な赤字
メインスタジアムの建設は当時世界初とうたわれた開閉式屋根の巨大競技場として計画され、当初予算3億2000万カナダドルでスタートしたが、第一次オイルショックが発端になった物価高騰で建設費は膨れ上がり、工事も遅れ、未完成のままオリンピックの開催に至った。
開催までに見積もりの2倍の2億6400万カナダドルが投入され、その後の建設・改修・修復費用に金利を加えると最終的には16億1000万カナダドルに上った。そのため、大会は膨大な赤字を計上した。モントリオール市と同市が所在するケベック州政府は共同でこれらの負担を弁済し終わったのは、オリンピック開催から30年後の2006年11月であった。その財源は増税という形で住民から調達し、モントリオール市は不動産税などを、ケベック州はたばこ税などをそれぞれ増税することによって補填した。
以降、社会主義国であったソ連で行われた1980年開催のモスクワオリンピックを挟み、1984年開催のロサンゼルスオリンピックで商業化が著しくなってゆく端緒となった大会ともいえる。

### メインスタジアムの現状
- メインスタジアムは当初は開閉式屋根がかぶさるドーム方式になる予定であったが、前述の予算不足とそれに伴う工期の遅れからドーム方式での完成は断念され、結局屋根がくり抜かれた形でスタートせざるを得なくなった。
- メインスタジアムはこの大会では陸上競技に使用されたが、その後メジャーリーグでカナダから参加しているモントリオール・エクスポズのフランチャイズ球場として使用するための改修が施された。かつてのトラック跡の一部に外野スタンドを取り付け、またフィールドにも野球用の人工芝を敷いた。一時期は陸上トラックがむき出しになっていたこともあった。また、1988年には開閉式の屋根を架設した。しかし、エクスポズが2004年をもって本拠地をワシントンD.C.に移転（チーム名もワシントン・ナショナルズに改名）したことで、現在は“空き家”状態になっている。
- ただし、イベントが完全に行われなかったわけではなく、カナディアンフットボール（アメリカンフットボールのカナダ版）のモントリオール・アルエッツ、並びにアメリカ合衆国のメジャーリーグサッカー・モントリオール・インパクトが、準本拠地として、特に集客が見込める年間数試合に限り使用しているほか、2007 FIFA U-20ワールドカップ（世界ユースサッカー選手権）の会場にも指定されていた。その後は2015 FIFA女子ワールドカップと、そのリハーサルとなる2014 FIFA U-20女子ワールドカップの会場にも指定されている。

### 競技の結果
- 女子体操に出場したルーマニアのナディア・コマネチが、史上初の10点満点を連発し脚光を浴びた。
- 競泳では、アメリカと東ドイツが圧倒的な強さを発揮してメダルを独占した。
- 開催国カナダは金メダルなしに終わった。なお、開催国が金メダルを1個も獲得できなかったのは冬季では今大会以前に、シャモニーオリンピック、サンモリッツオリンピックがあるが、夏季では今大会が初めてで、これ以降を含めてもサラエボオリンピックとカルガリーオリンピックの3回のみであるが、下記2大会とも冬季のため夏季では2023年現在唯一である。
- 大会のメイン競技である陸上競技と競泳で、アメリカの不振が目立った。特にお家芸である陸上競技、競泳の女子個人種目で金メダルなしの惨敗であった。アメリカに代わり台頭したのが東ドイツであり、中でも女子競泳では個人種目において11種目中10種目で金メダルを獲得する大躍進だった。
- 東ドイツは、夏季オリンピック大会としては初めてアメリカを抜いて、ソ連に次いで2番目の金メダルを獲得した。その他、金メダル獲得数上位10ヵ国のうち共産圏の国が7ヵ国を占めた。近代オリンピックの第1回大会から参加しているアメリカが夏季大会の金メダル獲得数で3位に転落するのは初のことであった。
- 日本はメダル総合順位では5位だったものの、メイン競技である陸上競技と競泳でアントワープオリンピック以来の入賞者なしに終わった。また体操においても、大会直前にエースの笠松茂が病気で欠場したこともあって獲得した金メダル数でソ連に劣り、柔道においても軽量級や重量級で取りこぼした結果、ローマオリンピック以来の金メダル数一桁台に落ち込んだ。

## 主な競技会場
- モントリオール・オリンピック・スタジアム（開・閉会式、陸上競技）
- オリンピック・プール（競泳、飛込）
- オリンピック・ベロドローム（自転車競技トラックレース、柔道）
- モントリオール植物園（競歩20km、近代五種ランニング）
- モーリス・リチャード・アリーナ（ボクシング、レスリング）
- ピエール・チャーボノー・センター（レスリング）
- モントリオール・フォーラム（体操、バスケットボール、ハンドボール、バレーボール）
- サントル・エティエンヌ・デマルトー（バスケットボール）
- ポール・ソベー・アレーナ（バレーボール）
- ノートル・ダム島
- モン・ロワイヤル公園
- ウィンター・スタジアム（モントリオール大学構内）
- パーシバル・モルソン・メモリアル・スタジアム（マギル大学構内）
- ポーツマス・オリンピック・ハーバー
- シャーブルック・スタジアム
- バーシティ・スタジアム
- ランズダウン・パーク

## 実施競技と日程表
| 競技名 / 日付        | 17 | 18 | 19 | 20 | 21 | 22 | 23 | 24 | 25 | 26 | 27 | 28 | 29 | 30 | 31 | 1 |
| -------------------- | -- | -- | -- | -- | -- | -- | -- | -- | -- | -- | -- | -- | -- | -- | -- | - |
| 開会式 / 閉会式      | •  |    |    |    |    |    |    |    |    |    |    |    |    |    |    | • |
| 陸上競技             |    |    |    |    |    |    | •  | •  | •  | •  |    | •  | •  | •  | •  |   |
| ボート               |    | •  | •  | •  | •  | •  | •  | •  | •  |    |    |    |    |    |    |   |
| バスケットボール     |    | •  | •  | •  | •  | •  | •  | •  | •  | •  | •  |    |    |    |    |   |
| ボクシング           |    | •  | •  | •  | •  | •  | •  | •  | •  | •  | •  | •  | •  |    | •  |   |
| カヌー               |    |    |    |    |    |    |    |    |    |    |    | •  | •  | •  | •  |   |
| 自転車競技           |    | •  |    | •  | •  | •  | •  | •  |    | •  |    |    |    |    |    |   |
| フェンシング         |    |    |    | •  | •  | •  | •  | •  | •  | •  | •  | •  | •  |    |    |   |
| サッカー             |    | •  | •  | •  | •  | •  | •  |    | •  |    | •  |    | •  |    | •  |   |
| 体操                 |    | •  | •  | •  | •  | •  | •  |    |    |    |    |    |    |    |    |   |
| ウエイトリフティング |    | •  | •  | •  | •  | •  |    | •  | •  | •  | •  |    |    |    |    |   |
| ハンドボール         |    | •  |    | •  |    | •  |    | •  |    | •  | •  | •  |    |    |    |   |
| ホッケー             |    | •  | •  | •  | •  | •  | •  | •  | •  |    |    | •  | •  | •  |    |   |
| 柔道                 |    |    |    |    |    |    |    |    |    | •  | •  | •  | •  | •  | •  |   |
| レスリング           |    |    |    | •  | •  | •  | •  | •  |    |    | •  | •  | •  | •  | •  |   |
| 競泳                 |    | •  | •  | •  | •  | •  | •  | •  | •  | •  |    |    |    |    |    |   |
| 飛び込み             |    | •  | •  | •  | •  | •  | •  |    | •  | •  | •  |    |    |    |    |   |
| 水球                 |    | •  | •  | •  |    | •  | •  | •  |    | •  | •  |    |    |    |    |   |
| 近代五種             |    | •  | •  | •  | •  | •  |    |    |    |    |    |    |    |    |    |   |
| 馬術                 |    |    |    |    | •  | •  | •  | •  |    | •  | •  | •  | •  |    | •  |   |
| 射撃                 |    | •  | •  | •  | •  | •  | •  | •  |    |    |    |    |    |    |    |   |
| アーチェリー         |    |    |    |    |    |    |    |    |    |    | •  | •  | •  | •  |    |   |
| バレーボール         |    | •  | •  | •  | •  | •  | •  | •  | •  | •  | •  |    | •  | •  |    |   |
| ヨット               |    | •  | •  | •  | •  | •  |    |    | •  | •  | •  | •  |    |    |    |   |

## 各国の獲得メダル
・開催国である、カナダは金メダル無しに終わった。冬季では、シャモニー、サンモリッツ1928、サラエボ、カルガリーオリンピックとあるが、夏季大会では、モントリオール1976が唯一である。
| 順 | 国・地域         | 金 | 銀 | 銅 | 計  |
| -- | ---------------- | -- | -- | -- | --- |
| 1  | ソビエト連邦     | 49 | 41 | 35 | 125 |
| 2  | 東ドイツ         | 40 | 25 | 25 | 90  |
| 3  | アメリカ合衆国   | 34 | 35 | 25 | 94  |
| 4  | 西ドイツ         | 10 | 12 | 17 | 39  |
| 5  | 日本             | 9  | 6  | 10 | 25  |
| 6  | ポーランド       | 7  | 6  | 13 | 26  |
| 7  | ブルガリア       | 6  | 9  | 7  | 22  |
| 8  | キューバ         | 6  | 4  | 3  | 13  |
| 9  | ルーマニア       | 4  | 9  | 14 | 27  |
| 10 | ハンガリー       | 4  | 5  | 13 | 22  |
| 27 | カナダ（開催国） | 0  | 5  | 6  | 11  |